# Виноградов, Владилен Николаевич
Владиле́н Никола́евич Виногра́дов (18 июня 1925, Москва — 11 февраля 2017, там же) — советский и российский историк, доктор исторических наук, профессор, главный научный сотрудник Института славяноведения РАН, специалист по международным отношениям XVIII — первой трети XX вв., заслуженный деятель науки РФ.

## Биография
В 1948 году окончил МГИМО по специализации история Англии, в 1956 году — аспирантуру Института истории АН СССР. В том же году защитил кандидатскую диссертацию на тему «Крестьянское восстание 1907 г. в Румынии». В 1966 году защитил докторскую диссертацию «У истоков лейбористской партии». В 1956—1968 годах был сотрудником Института истории АН СССР.
С 1968 года работал в Институте славяноведения: старший научный сотрудник, заместитель директора, заведующий отделом истории славянских народов Юго-Восточной Европы в Новое время, главный научный сотрудник.
В сферу научных интересов ученого входил широкий спектр проблем. Он являлся одним из основателей отечественного румыноведения и Комиссии историков России и Румынии. Занимался исследованием истории Румынии нового времени, истории Англии XIX—XX вв., общебалканской проблематики и проблем истории российско-славянских связей, разрабатывал актуальные для славяноведения и балканистики проблемы — международные отношения на Балканах, политика России и Великобритании в этом регионе. Автор исследований по истории разделов Речи Посполитой.
Под его научным руководством была издана серия коллективных трудов «Международные отношения на Балканах в конце XVIII-начале XX в.», состоящая из 7 томов (М., 1983—2004), он был одним из инициаторов создания серии сборников «Балканские исследования» (выходили в 1974—1997 гг.).
Читал курс всеобщей истории в Литературном институте имени А. М. Горького, в Гуманитарном университете им. Е. Дашковой, в Российском государственном гуманитарном университете.
Подготовил 11 монографий и более 400 научных работ.

## Избранные научные работы
- «Россия и объединение румынских княжеств». М., 1961.
- «У истоков лейбористской партии». М., 1965.
- «Румыния в годы Первой мировой войны». М., 1969.
- «Россия и Балканы: от Екатерины Великой до Первой мировой войны». Льюистон (США), 2000.
- «Бенджамин Дизраэли и Фея на престоле». М., 2004.
- Балканская эпопея князя А. М. Горчакова. М., 2005.
- Берлинский конгресс 1878 г. перед судом истории // Великите сили на Балканите. София, 1985.
- The Berlin Congress of 1878 in the History of the Balkans // Insurrections, Wars and the Eastern Question. New York, 1985.
- Официальная Россия, балканские христиане и Восточный вопрос // Церковь в истории славянских народов: Материалы международной научной конференции, г. Москва, июнь 1993 г. М., 1997.
- Век Екатерины II: Россия и Балканы. М., 1999 (соавтор, отв. редактор).
- Век Екатерины II: дела балканские. М., 2000 (соавтор, отв. редактор).
- Дипломатия Екатерины Великой // Новая и новейшая история. 2001. № 3, 4, 6.